# Apatania hispida
Apatania hispida là một loài Trichoptera trong họ Apataniidae. Chúng phân bố ở miền Cổ bắc.